# Justin Bijlow
Justin Bijlow (n. 22 ianuarie 1998, Rotterdam, Țările de Jos) este un fotbalist neerlandez care joacă pe postul de portar la Feyenoord din Eredivisie și la echipa națională de fotbal a Țărilor de Jos.

## Cariera pe echipe
Bijlow a început să joace ca jucător de teren la SC Feyenoord înainte de a se oferi să joace ca portar și să se alăture Academiei Feyenoord. În februarie 2015, Bijlow a semnat primul său contract profesionist cu Feyenoord. În ianuarie 2016, a călătorit cu prima echipă pentru un cantonament la Albufeira și a fost inclus pentru prima dată în lotul lui Feyenoord, pentru meciul în deplasare împotriva lui AZ din Eredivisie. A devenit un membru regulat al primei echipe a lui Feyenoord pentru sezonul 2016-2017. În octombrie 2016, Bijlow și-a prelungit contractul cu Feyenoord cu trei ani, până la jumătatea anului 2021. Feyenoord a câștigat primul său titlu de campionat în optsprezece ani cu o victorie cu 3-1 în fața lui Heracles Almelo pe 14 mai 2017. Bijlow nu a apărut cu prima echipă în acel sezon.
Bijlow a rămas pe banca de rezerve, deoarece Feyenoord a învins Vitesse la penalty-uri pentru a câștiga Johan Cruyff Shield pe 5 august 2017. Opt zile mai târziu, și-a făcut debutul profesionist, începând cu o victorie scor 2–1 împotriva lui FC Twente în runda de deschidere a Eredivisie, după ce portarii de primă alegere Brad Jones și Kenneth Vermeer s-au accidentat. A avut patru apariții pentru echipa sub 19 ani în UEFA Youth League, în care Feyenoord a fost eliminat de Chelsea în optimile de finală. Bijlow a fost rezervă, deoarece Feyenoord a învins AZ cu 3–0 în finala pentru a câștiga Cupa KNVB pe 22 aprilie 2018. Feyenoord nu a reușit să-și păstreze titlul de campionat și a terminat pe locul patru în Eredivisie. Bijlow a început ultimele două meciuri din ligă, care au dus la victorii cu 3–1 și 2–3 împotriva lui Sparta Rotterdam și Heerenveen, salvând o lovitură de pedeapsă în ultima.
Înainte de sezonul 2018-2019, antrenorul principal de la Feyenoord, Giovanni van Bronckhorst, a anunțat că l-a ales pe Bijlow ca portar de primă alegere înaintea lui Vermeer. Bijlow a păstrat poarta fără gol primit și a salvat două penalty-uri la loviturile de departajare, în timp ce Feyenoord a învins PSV la penalty-uri pentru a câștiga Johan Cruyff Shield pe 4 august 2018. Și-a făcut debutul internațional cinci zile mai târziu, când Feyenoord a pierdut cu 4-0 în fața lui AS Trenčín în turul trei preliminar al UEFA Europa League. Bijlow a semnat un nou contract la Feyenoord până la jumătatea anului 2023 pe 25 octombrie 2018. Trei zile mai târziu, a marcat un autogol în primul său Klassieker împotriva lui Ajax, rezultând o înfrângere cu 3-0. Bijlow a suferit o accidentare la picior în timpul înfrângerii cu 3-1 a lui Feyenoord împotriva lui PEC Zwolle pe 19 ianuarie 2019 și a fost exclus pentru două luni. În cele din urmă, nu și-a făcut apariția în restul sezonului, pe care Feyenoord l-a terminat pe locul trei în Eredivisie.
După ce Bijlow a fost accidentat în pre-sezon, noul antrenor principal de la Feyenoord, Jaap Stam, l-a ales pe Vermeer drept portarul de primă alegere al lui Feyenoord și nu pe Bijlow pentru sezonul 2019-20. După ce Dick Advocaat l-a înlocuit pe Stam ca antrenor principal la Feyenoord în octombrie 2019, Vermeer a rămas portarul de primă alegere. Bijlow nu a putut să îl înlocuiască pe Vermeer după ce s-a accidentat în noiembrie 2019. Bijlow a fost ales portar de primă alegere și a primit tricoul cu numărul 1 după ce Vermeer a părăsit Feyenoord în ianuarie 2020. Sezonul de Eredivisie a fost suspendat în martie 2020 și în cele din urmă abandonat din cauza pandemiei de COVID-19, cu Feyenoord pe locul trei. Finala Cupei KNVB 2020, la care s-a calificat Feyenoord, a fost anulată. O accidentare la degetul de la picior l-a ținut pe Bijlow pe margine între noiembrie 2020 și ianuarie 2021. La scurt timp după ce și-a revenit, s-a accidentat la genunchi. S-a luptat cu Nick Marsman pentru a juca în echipă pentru restul sezonului. Bijlow a fost desemnat Jucătorul lunii din Eredivisie pentru performanțele sale din aprilie 2021, după ce a salvat 15 din 16 șuturi pe poartă. După ce Feyenoord a terminat pe locul cinci în Eredivisie, cel mai prost final al clubului în zece ani, Bijlow a păstrat poarta neînvinsă împotriva lui Sparta Rotterdam și FC Utrecht în play-off-urile competiției europene, pe care Feyenoord le-a câștigat.

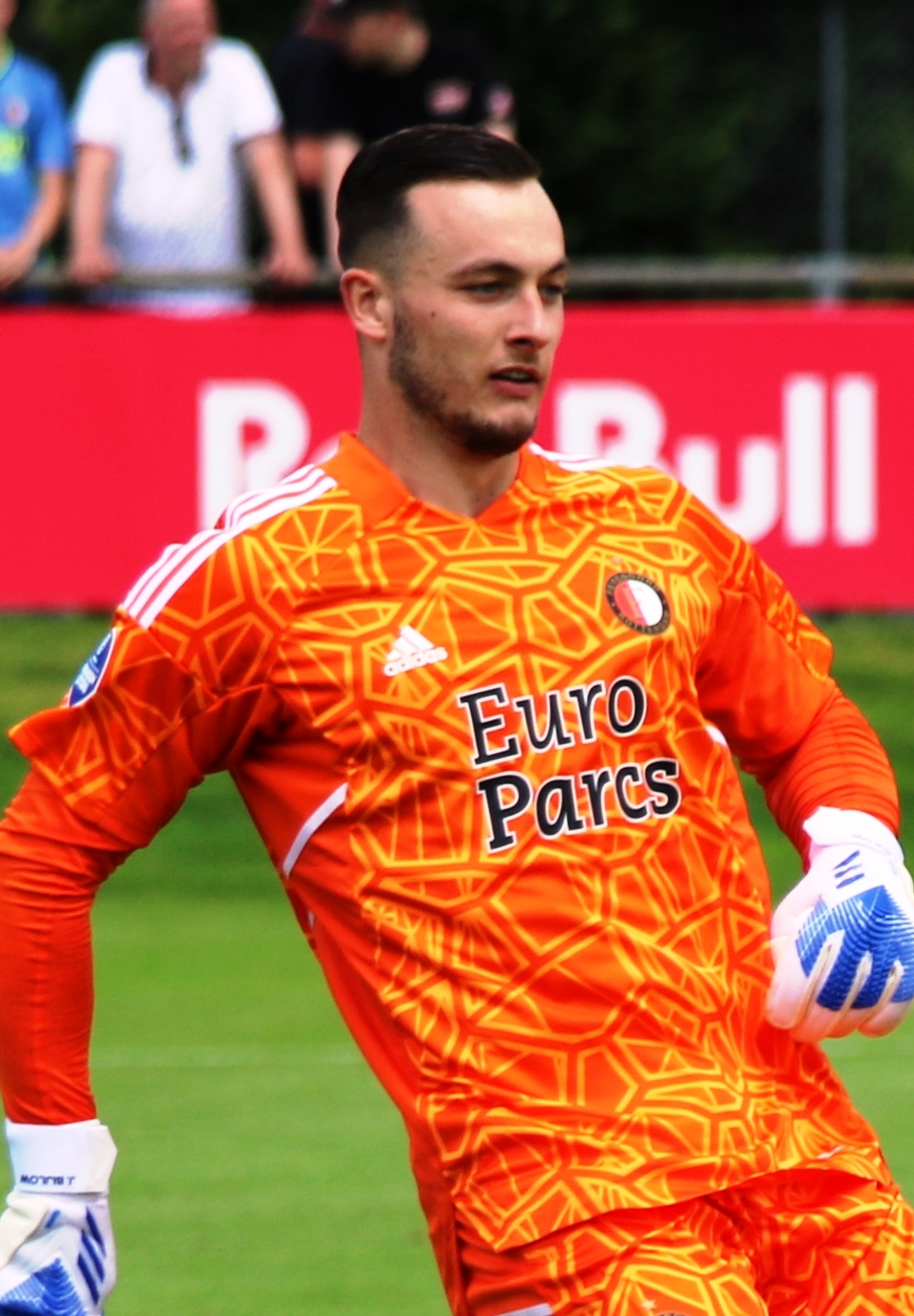
Bijlow în 2022 jucând pentru Feyenoord împotriva lui Red Bull Salzburg în timpul unui meci amical

Pe 18 august 2021, Feyenoord și Bijlow au ajuns la un acord pentru a-și prelungii contractul cu doi ani, până la jumătatea anului 2025. O zi mai târziu, în timpul unei victorii cu 5-0 împotriva lui Elfsborg în turul de baraj al UEFA Europa Conference League, Bijlow a fost eliminat cu un cartonaș roșu pentru prima dată în carieră. În martie 2022, Bijlow a fost exclus pentru restul sezonului din cauza unei accidentări la picior. Cu toate acestea, și-a revenit la timp pentru a fii căpitanul lui Feyenoord în finala UEFA Europa Conference League 2022, pe care Feyenoord a pierdut-o cu 1-0 împotriva lui Roma la Tirana pe 25 mai 2022. Feyenoord a terminat pe locul trei în Eredivisie. La începutul sezonului 2022-2023, Bijlow a refuzat posibilitatea de a purta banderola de căpitan a clubului. În ianuarie 2023, Bijlow a devenit viral după ce a fost avertizat pentru că a aruncat o minge pe teren pentru a opri jocul și a evita potențiala amenințare cu un gol din partea FC Twente în timpul egalului 1–1 în Eredivisie. La începutul lunii februarie 2023, Bijlow a suferit o accidentare la încheietura mâinii, care l-a exclus timp de zece săptămâni. Și-a revenit pe 13 aprilie 2023, într-o victorie cu 1-0 împotriva Romei în sferturile de finală ale UEFA Europa League. Feyenoord a fost eliminat după prelungiri în manșa secundă o săptămână mai târziu. Pe 14 mai 2023, Bijlow nu a primit gol, iar Feyenoord și-a asigurat al șaisprezecelea titlu de campionat, cu o victorie cu 3-0 în fața lui Go Ahead Eagles.
Pe 4 august 2023, Bijlow a jucat întregul meci, deoarece Feyenoord a pierdut Johan Cruyff Shield în fața lui PSV. A fost exclus din cauza unei alte accidentări la încheietura mâinii între august și octombrie 2023. După ce și-a revenit, și-a făcut debutul în UEFA Champions League într-o victorie cu 3-1 împotriva lui Lazio pe 25 octombrie 2023. În noiembrie 2023, Bijlow și-a prelungit contractul la Feyenoord cu un an, până la jumătatea anului 2026. A suferit o accidentare la gambe în timpul victoriei cu 0-1 a lui Feyenoord împotriva lui AZ, al sutelea meci al său în Eredivisie, pe 4 februarie 2024 și a fost exclus pentru următoarele două luni. A rămas pe banca de rezerve în victoria lui Feyenoord cu 1–0 împotriva lui NEC în finală pentru a câștiga Cupa KNVB pe 21 aprilie 2024.

## Cariera internațională

### Categoriile inferioare
Bijlow a reprezentat echipele naționale ale Țărilor de Jos de la sub 16 ani. Pe 21 mai 2014, a fost pe banca de rezerve pentru Țările de Jos sub-17, deoarece echipa a pierdut finala Euro Under-17 UEFA de la Attard în fața Angliei la penalty-uri. La următoarea ediție a turneului, un an mai târziu, Bijlow a jucat întregul turneu, Olanda fiind eliminată mai târziu, remizând toate meciurile din grupă, împotriva Republicii Irlanda, Angliei și Italiei. Cu echipa sub 19 ani, Bijlow a fost numit în echipa turneului pentru UEFA Under-19 Euro 2017 din Georgia, împreună cu coechipierul Javairô Dilrosun, după ce a jucat toate meciurile la turneu, iar Olanda a pierdut cu 1-0 în fața Portugaliei în semifinale. A fost inclus în lotul Țărilor de Jos pentru faza grupelor a Campionatului European Sub-21 în martie 2021 de către Erwin van de Looi. A rămas pe banca de rezerve cu Kjell Scherpen în faza grupelor. După ce Bijlow a fost inclus și în lotul pentru faza eliminatorie a turneului din mai 2021, a început în sferturile de finală împotriva Franței (victorie 2–1) și în semifinala împotriva Germaniei (înfrângere 1–2).

### Senior
În septembrie 2018, Bijlow a fost inclus pentru prima dată în lotul preliminar al naționalei Țărilor de Jos de către Ronald Koeman. A fost chemat la echipa națională pentru prima dată în noiembrie 2020 de Frank de Boer pentru a-l înlocui pe accidentatul Jasper Cillessen, dar ulterior a fost nevoit să se retragă după o accidentare. Și-a făcut debutul la echipa națională pe 1 septembrie 2021, într-un egal 1–1 împotriva Norvegiei în timpul calificărilor pentru Cupa Mondială FIFA 2022. Trei zile mai târziu, a reușit primul meci fără gol primit cu echipa națională, ajutându-și echipa să învingă Muntenegru cu 4-0 într-un meci de calificare la Cupa Mondială. În noiembrie 2022, Louis van Gaal a anunțat că Bijlow va face parte din lotul de 26 de jucători la Cupa Mondială FIFA 2022 din Qatar. Bijlow nu a jucat la turneu, iar Olanda a fost eliminată de Argentina în sferturile de finală. A început ambele meciuri, deoarece Olanda a terminat pe locul patru ca gazdă la finala Ligii Națiunilor UEFA în iunie 2023. În mai 2024, a fost anunțat că Bijlow a făcut parte din lotul preliminar pentru UEFA Euro 2024. Două săptămâni mai târziu, a fost anunțat că Bijlow va fi inclus în lotul final.

## Titluri și premii
Feyenoord
- Eredivisie: 2016–17,[5] 2022–23[24]
- Cupa KNVB: 2017–18,[8] 2023–24[29]
- Johan Cruyff Shield: 2017,[6] 2018[10]
- Vice-campion UEFA Europa Conference League: 2021–22[21]

Olanda U17
- Vice-campion al Campionatului European Sub-17: 2014[32]

Premii individuale
- Echipa turneului de la Campionatul European Sub-19: 2017[34]
- Jucătorul lunii din Eredivisie: aprilie 2021[18]